# Symphonie no 1 de Sessions
Pour les articles homonymes, voir Symphonie no 1.
 (décembre 2023).
Si vous disposez d'ouvrages ou d'articles de référence ou si vous connaissez des sites web de qualité traitant du thème abordé ici, merci de compléter l'article en donnant les références utiles à sa vérifiabilité et en les liant à la section « Notes et références ».
La Symphonie no 1 en mi mineur de Roger Sessions a été terminée en janvier 1927. Elle a été créée par Serge Koussevitzky et l'Orchestre symphonique de Boston le 22 avril 1927. Elle est dédiée à Archibald, le père du compositeur.

## Structure
La symphonie comporte trois mouvements :
1. Giusto
2. Largo
3. Allegro vivace

Durée : environ 19 minutes

## Orchestration
| Instrumentation de la Symphonie n° 1                                                              |
| Bois                                                                                              |
| 3 flûtes (la 3e prend le piccolo), 3 hautbois (un prend le cor anglais), 4 clarinettes, 3 bassons |
| Cuivres                                                                                           |
| 4 cors, 3 trompettes, 3 trombones, 1 tuba                                                         |
| Percussions                                                                                       |
| timbales, percussions, piano                                                                      |
| Cordes                                                                                            |
| premiers violons, seconds violons, altos, violoncelles, contrebasses                              |